# Lena Horne
Lena Mary Calhoun Horne (Brooklyn, 30 de junio de 1917-9 de mayo de 2010), más conocida como Lena Horne, fue una actriz y cantante estadounidense de jazz y música popular.
Su carrera, tanto como artista de nightclub como de intérprete de discos para diversas compañías, abarca más de sesenta años, desde los años treinta a los noventa del siglo XX.

## Trayectoria
Sus padres se separaron cuando tenía dos años y fue criada por sus abuelos. Mitad afroestadounidense y mitad indígena estadounidense, su madre fue la hija del inventor Samuel R. Scottron y descendiente de John Caldwell Calhoun, y su tío Frank Horne fue asesor del presidente Franklin Delano Roosevelt.
Debutó como corista a los 14 años, pasando a integrar las filas del célebre Cotton Club de Harlem donde actuaban Duke Ellington, Billie Holiday, Louis Armstrong y Ethel Waters, quien la impactó con la canción «Stormy Weather».
Se dio a conocer en el mundo del jazz en la segunda mitad de la década de 1930, cantando en diversas big bands, especialmente en la de Noble Sissle (1938), época en la que iniciaría su carrera cinematográfica. En 1941 se incorpora a la banda de Charlie Barnet, consiguiendo un éxito discográfico con el tema «Good for nothing Joe», y después actuaría asiduamente con la banda del pianista Teddy Wilson.
Trabajó en 16 películas y varios cortos entre 1938 y 1978. Su más famosa aparición y canción distintiva fue, casualmente, en Stormy Weather de 1943 y en la película Cabin in the Sky de Vincente Minnelli junto a la ya veterana Ethel Waters y Cab Calloway.
Debió haber encarnado a Julie en la película musical Show Boat pero debido a su color el papel fue cedido a su amiga Ava Gardner, quien fue doblada en las canciones. Su última aparición fue The Wiz como Glenda The Good Witch junto a Michael Jackson y Diana Ross.
Actuó también en Broadway, conquistando una nominación al Tony en 1957 por Jamaica. En 1980 regresó triunfalmente (a los 63 años) en su propio espectáculo Lena Horne: The Lady and Her Music en 1981-1982; producido por Quincy Jones, Horne obtuvo por él un Premio Tony.
Trabajó asiduamente en radio y televisión: en los shows de Judy Garland, Bing Crosby y Frank Sinatra, y en The Muppet Show.
Tiene dos estrellas en el Paseo de la Fama de Hollywood, como actriz y como cantante.
Mereció tres premios Grammy, entre los que está el Lifetime Achievement Award en 1989. 
En 1984 fue una de las artistas del año homenajeada con la condecoración Kennedy Center Honor en Washington.

## Lucha racial y vida personal

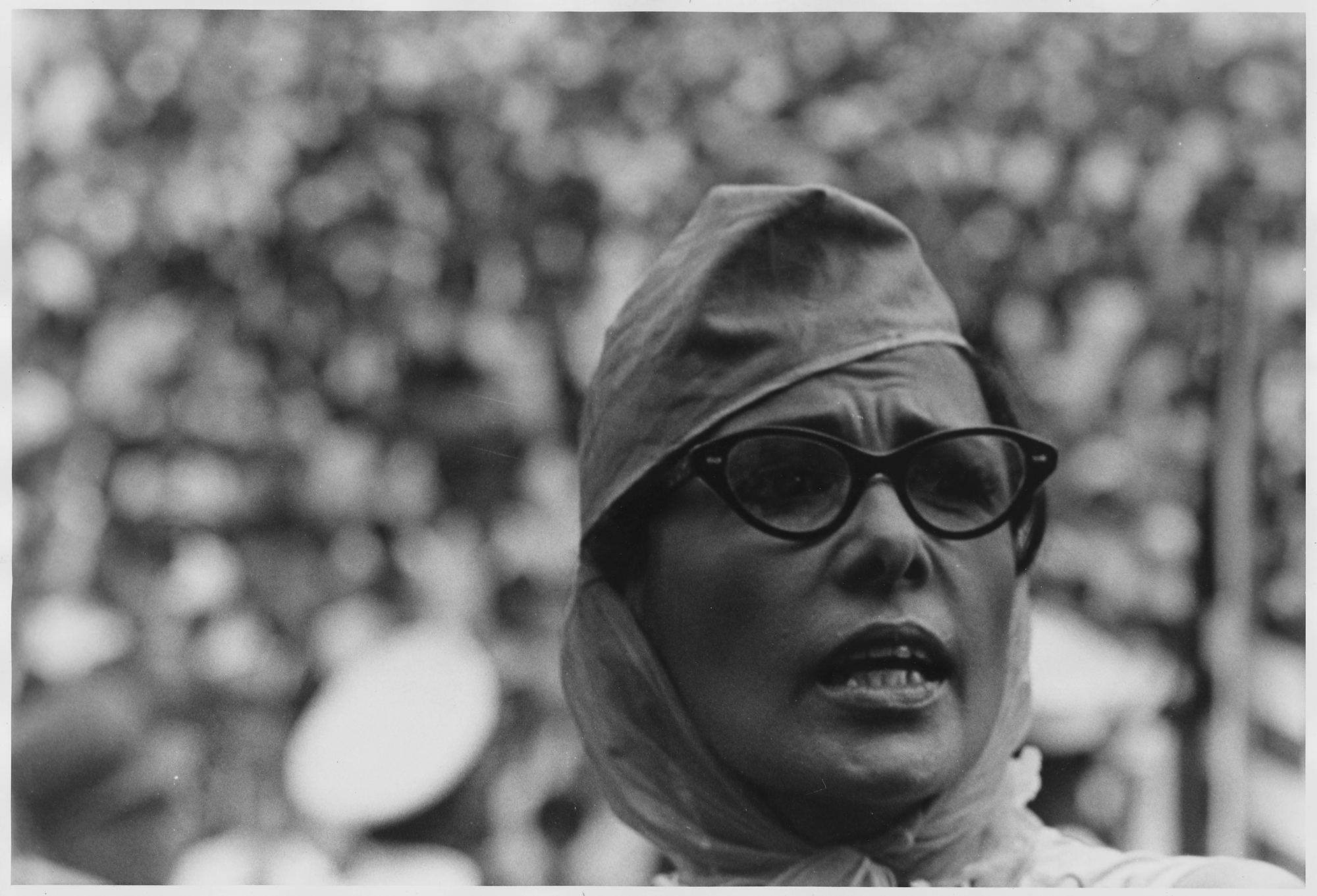
Lena Horne en la Marcha por los Derechos Civiles

Comprometida con la lucha contra la discriminación racial, su primer trabajo en los años 30 fue en el Cotton Club de Harlem, donde podían trabajar los negros, pero no eran admitidos como clientes. En un principio su color de piel clara hizo que la llamaran la "Hedy Lamarr café con leche" o "Chocolate chanteuse", se le prohibió pernoctar en hoteles para blancos hasta 1942. En 1940 fue la primera afroestadounidense en hacer una gira con una orquesta de jazz blanca.
En 1942 fue la primera afroestadounidense en obtener un contrato permanente en la Metro Goldwyn Mayer.
En la Segunda Guerra Mundial hizo giras entreteniendo a las tropas aliadas negándose a hacerlo para audiencias segregadas.
Se casó con Louis Jones (1937-1944) con quien tuvo dos hijos, su hija es la escritora Gail Lumet Buckley que se casó con el director Sidney Lumet) y con Lennie Hayton entre 1947 y 1971, pero su boda (celebrada en Francia) fue anunciada mucho después porque él era blanco y el matrimonio interracial sufrió amenazas de muerte.
Residía en el Upper West Side de New York, en el famoso edificio Apthorp.
Su última aparición fue en 1999, sufría de esclerosis múltiple.

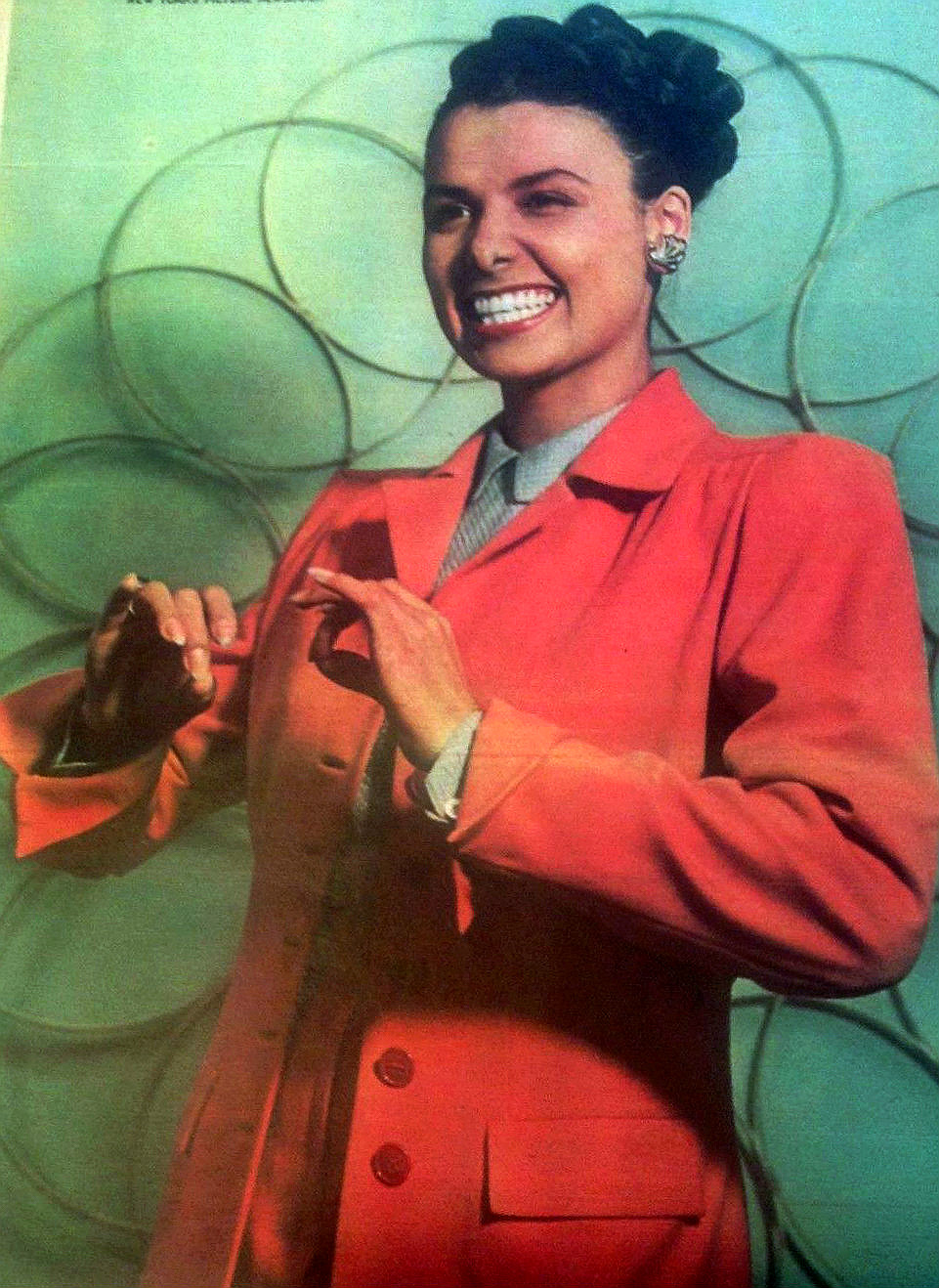
Lena Horne.

## Fallecimiento
La actriz falleció el 9 de mayo de 2010 a los 92 años, en el Hospital presbiteriano de Nueva York.

## Legado
En 2003, ABC anunció que Janet Jackson interpretaría a Lena Horne en una película biográfica de televisión. Sin embargo, en las semanas posteriores a la debacle del "mal funcionamiento del vestuario" de Jackson durante el Super Bowl de 2004  Variety informó que Horne había exigido que Jackson fuera retirada del proyecto. "Los ejecutivos de ABC se resistieron a la demanda de Horne", según el informe de Associated Press, "pero los representantes de Jackson le dijeron al periódico comercial que se fue voluntariamente después de que Horne y su hija, Gail Lumet Buckley, le pidieran que no participara". Oprah Winfrey declaró a Alicia Keys durante una entrevista de 2005 en The Oprah Winfrey Show que posiblemente podría considerar producir la película biográfica ella misma, eligiendo a Keys como Horne.
En enero de 2005, Blue Note Records, su sello discográfico durante más de una década, anunció que "los toques finales han sido puestos en una colección de grabaciones inéditas y raras por la legendaria Horne realizada durante su tiempo en Blue Note". Mezcladas por su productor de toda la vida Rodney Jones, las grabaciones presentaron a Horne con una voz notablemente segura para una mujer de sus años, e incluyen versiones de canciones exclusivas como "Something to Live For", "Chelsea Bridge" y "Stormy Weather". El álbum, originalmente titulado Soul pero renombrado Seasons of a Life, fue lanzado el 24 de enero de 2006. En 2007, Horne fue interpretado por Leslie Uggams como Lena y Nikki Crawford como la Lena más joven en el musical Stormy Weather en el teatro Pasadena Playhouse en California (enero a marzo de 2009). En 2011, Horne también fue retratada por la actriz Ryan Jillian en un espectáculo para una mujer titulado Notas de A Horne en el estudio Susan Batson en la ciudad de Nueva York, de noviembre de 2011 a febrero de 2012. Los 83° Premios de la Academia presentaron un homenaje a Horne por la actriz Halle Berry en la ceremonia celebrada el 27 de febrero de 2011.
En 2018, comenzó a emitirse un sello para siempre que representaba a Horne. Esto convirtió a Horne en el 41.er homenajeado en la serie de sellos Black Heritage.

## Discografía
- "Black and Sweet"
- "Lena at Cotton Club"
- "Lena, Jazz and Human Beings"
- "My Only Sin"